# (227641) Nothomb
(227641) Nothomb est un astéroïde de la ceinture principale.

## Description
(227641) Nothomb est un astéroïde de la ceinture principale. Il fut découvert par Jean-Claude Merlin le 28 janvier 2006 à Nogales. Il présente une orbite caractérisée par un demi-grand axe de 2,87 UA, une excentricité de 0,074 et une inclinaison de 2,47° par rapport à l'écliptique.
Il fut nommé en hommage à l'écrivaine belge Amélie Nothomb.
La citation de nommage de l'UAI (Union astronomique internationale) indique :
« Amélie Nothomb (b. 1967) is a Belgian writer, born in Kobe (Japan), where her father was an ambassador. One of her most famous novels, Stupeurs et tremblements, won the Grand Prix du roman de l'Académie française in 1999. »
Soit en français :

« Amélie Nothomb (née en 1967), écrivain belge, est née à Kobé (Japon), où son père était ambassadeur. Un de ses romans les plus célèbres, Stupeur et Tremblements, a reçu le Grand prix du roman de l'Académie française en 1999. »

## Compléments